# Ruvo del Monte
Ruvo del Monte é uma comuna italiana da região da Basilicata, província de Potenza, com cerca de 1.260 habitantes. Estende-se por uma área de 32 km², tendo uma densidade populacional de 39 hab/km². Faz fronteira com Atella, Calitri (AV), Rapone, Rionero in Vulture, San Fele.

## Demografia
| Variação demográfica do município entre 1861 e 2011                               |
|                                                                                   |
| Fonte: Istituto Nazionale di Statistica (ISTAT) - Elaboração gráfica da Wikipedia |